# Sefuku-ji

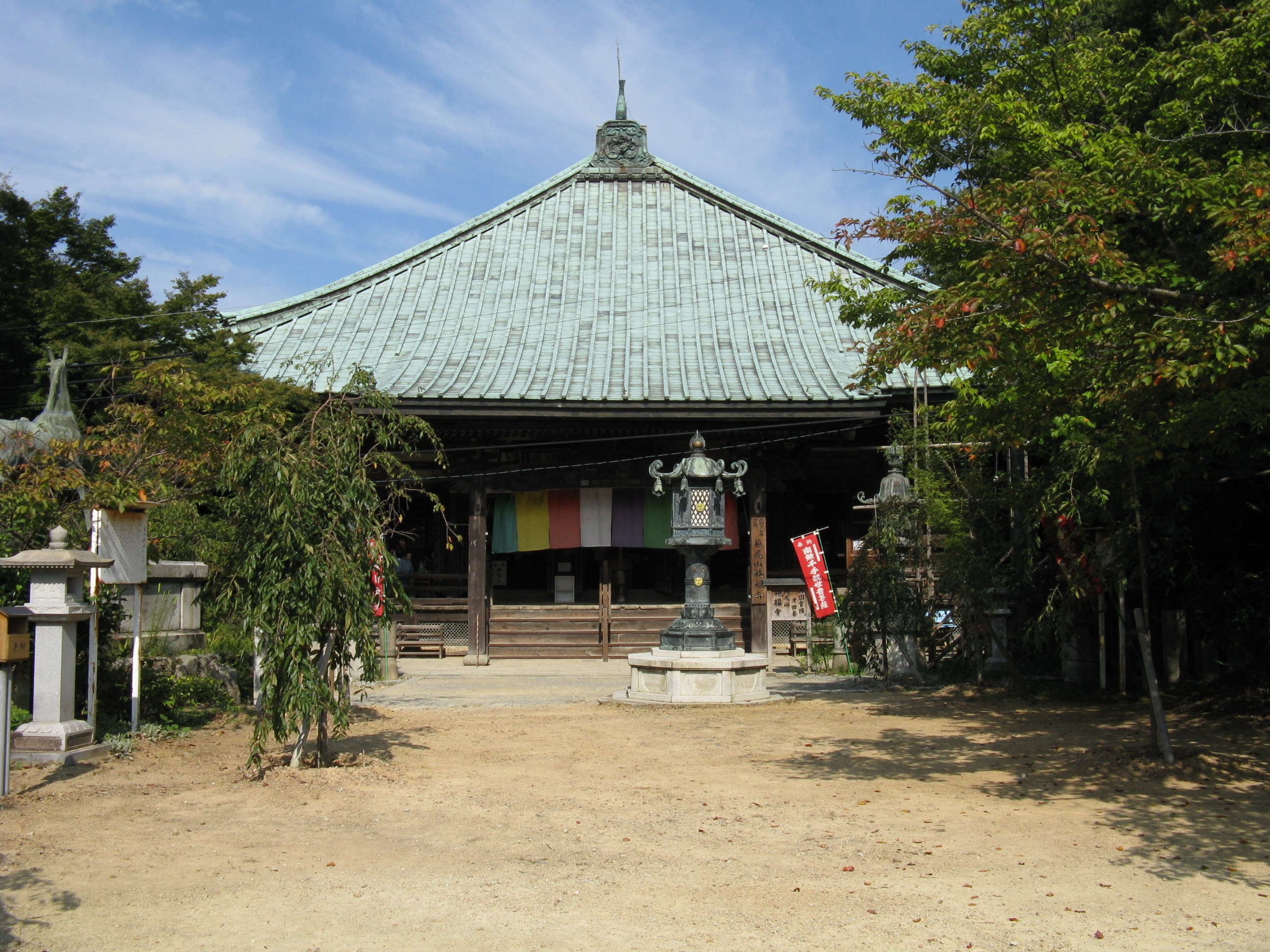
Haupthalle des Sefuku-ji

Der Sefuku-ji (jap. 施福寺) ist ein buddhistischer Tempel in der Stadt Izumi, Präfektur Osaka in Japan. Er ist auch unter dem Namen Makinoo-dera (槇尾寺) bekannt. Der Tempel ist mit der Glaubensrichtung Tendai-shū assoziiert. Hauptbildnis des Tempels ist eine Statue des Maitreya. Weiterhin wird eine Statue der tausendarmigen Kannon besonders verehrt. Der Sefuku-ji ist der vierte Tempel des Saigoku-Pilgerweges (西国三十三箇所, Saigoku sanjūsankasho).

## Überblick
Der Sefuku-ji ist im Zusammenhang mit der Berg-Verehrung in der Frühzeit des japanischen Buddhismus entstanden. Als Gründer gilt der legendäre
Heilige Gyoman, der den Tempel auf Wunsch Kaiser Kimmeis 538 errichtet haben soll. Legenden verbinden den Tempel auch mit dem Bergasketen 
En no Gyōja und dem Mönch Gyōki.
Der Tempel ist eng mit dem Gründer des Shingon-shū, Kūkai, verknüpft. Im Sefuku-ji erhielt Kūkai 804 durch den Mönch Gonzo die Tonsur. Nach seiner Rückkehr aus China lebte er für zwei Jahre im Sefuku-ji und übersetzte eine Vielzahl buddhistischer Sutren ins Japanische.
In ihrer Blütezeit bot die Tempelanlage Unterkunft für 970 Mönche und verfügte über Landbesitz im Wert von 20.000 koku. Nachdem der Tempel durch Truppen Oda Nobunagas 1581 vollständig zerstört worden war, ließ Toyotomi Hideyori die Anlage 1603 wiedererrichten. Während der Sefuku-ji vorher mit der Glaubensrichtung Shingon-shū, wechselte er in der Kan’ei-Periode (1624–1643) zum Tendai-shū. Er war bis ins 19. Jahrhundert eine ausgedehnte Tempelanlage mit einer Vielzahl von Nebentempeln. Ein Feuer zerstörte 1845 einen Großteil der Anlage, und nur wenige Gebäude wurden in der Folgezeit wiedererrichtet. Heute sind auf dem Areal 7 Tempelgebäude vorhanden, darunter die aus dem Jahr 1850 stammende Haupthalle.
Das ursprüngliche Hauptbildnis soll 771 durch Hokai Shonin geschaffen worden sein. Es verbrannte 1845 und musste neu gefertigt werden. Die Statue ist ein sogenannter verborgener Buddha (hibutsu) und wird jährlich nur am 15. Mai gezeigt.